# Marcos Daniel

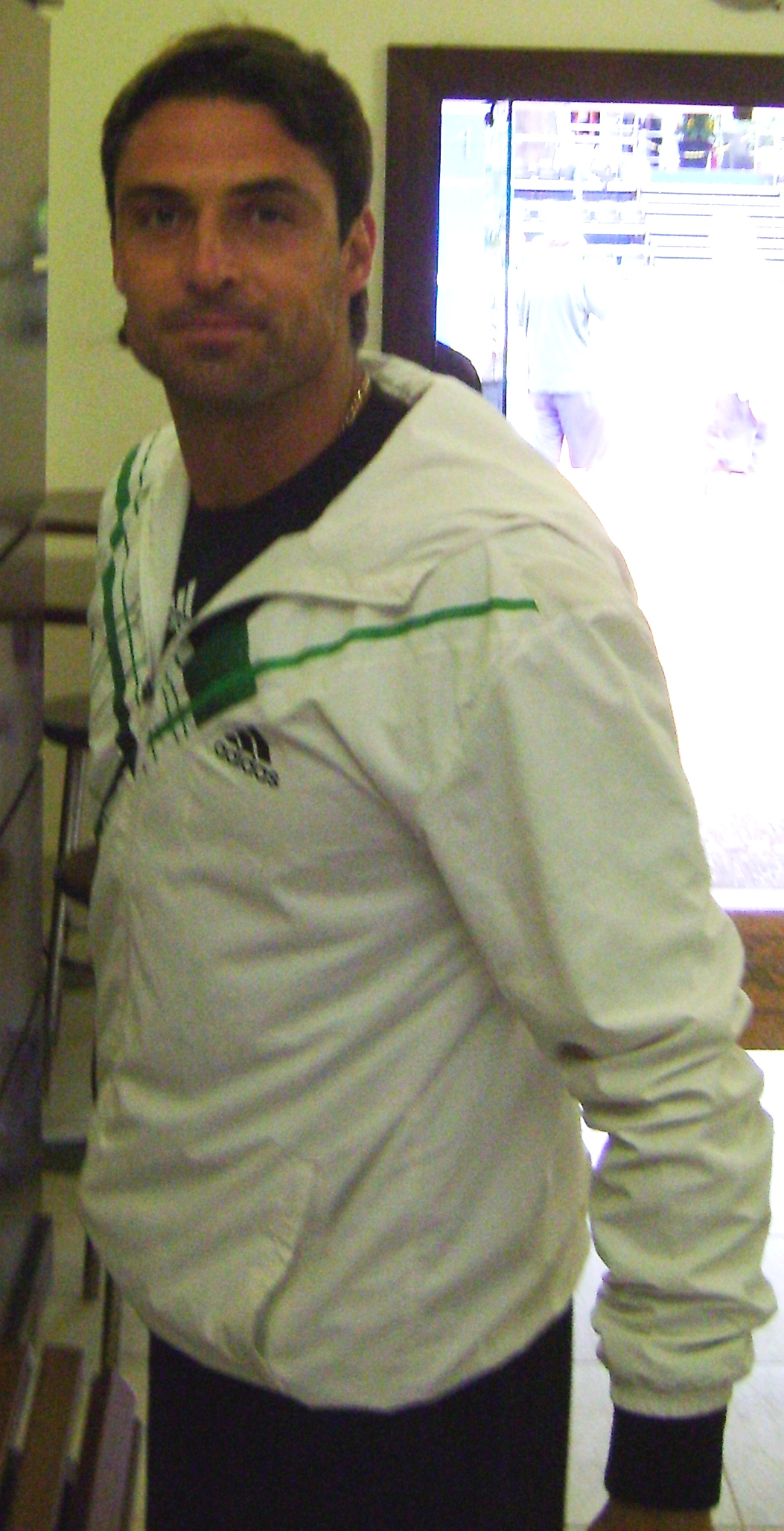
Marcos Daniel, tenista de Brasil, en el Challenger de São Paulo

Marcos Diniz Daniel (n. 4 de julio de 1978 en Passo Fundo, Brasil) es un jugador brasileño de tenis que se convirtió en profesional en 1997. Es representante de ese país en el Equipo brasileño de Copa Davis. En septiembre de 2009 alcanzó su mejor posición en el ranking cuando fue Nº 56 del mundo.

## Tïtulos

### Clasificación en torneos del Grand Slam
| Torneo          | 2011 | 2010 | 2009 | 2008 | 2007 | 2006 | 2005 | 2003 | Títulos |
| --------------- | ---- | ---- | ---- | ---- | ---- | ---- | ---- | ---- | ------- |
| Australian Open | 1R   | 1R   | 1R   | -    | -    | 1R   | -    | 1R   | 0       |
| Roland Garros   |      | -    | 1R   | 2R   | 1R   | 1R   | 1R   | -    | 0       |
| Wimbledon       |      | 1R   | -    | 1R   | -    | 1R   | -    | -    | 0       |
| US Open         |      | -    | 1R   | 1R   | -    | 1R   | -    | -    | 0       |

### ATP Challengers
| N.º | Fecha                    | Torneo    | Superficie    | Oponente en la final | Resultado      |
| --- | ------------------------ | --------- | ------------- | -------------------- | -------------- |
| 1.  | 1 de septiembre de 2003  | Gramado   | Dura          | José De Armas        | 7-5 7-5        |
| 2.  | 18 de julio de 2005      | Bogotá-2  | Tierra batida | Jean-Julien Rojer    | 6-4 6-4        |
| 3.  | 17 de octubre de 2005    | Bogotá-3  | Tierra batida | Daniel Koellerer     | 6-2 6-3        |
| 4.  | 7 de noviembre de 2005   | Guayaquil | Tierra batida | Flávio Saretta       | 6-2 1-6 6-0    |
| 5.  | 15 de octubre de 2007    | Bogotá-3  | Tierra batida | Santiago Giraldo     | 7-6(3) 6-4     |
| 6.  | 3 de marzo de 2008       | Bogotá-1  | Tierra batida | Iván Navarro Pastor  | 6-3 1-6 6-3    |
| 7.  | 21 de septiembre de 2008 | Cali      | Tierra batida | Leonardo Mayer       | 6-2 ab         |
| 8.  | 28 de septiembre de 2008 | Bogotá-3  | Tierra batida | Horacio Zeballos     | 6-4 4-6 6-4    |
| 9.  | 16 de marzo de 2009      | Marrakech | Tierra batida | Lamine Ouahab        | 4-6 7-5 6-2    |
| 10. | 11 de mayo de 2009       | Zagreb    | Tierra batida | Olivier Rochus       | 6-3 6-4        |
| 11. | 13 de julio de 2009      | Bogotá-2  | Tierra batida | Horacio Zeballos     | 4-6 7-6(5) 6-4 |
| 12. | 12 de abril de 2010      | Blumenau  | Tierra batida | Bastian Knittel      | 7-5 6-7(5) 6-4 |

- Datos: Q462445
- Multimedia: Marcos Daniel / Q462445